# Antoine Kosiński
Antoine Kosiński, surnommé Amilkar né le 16 décembre 1769 et mort le 10 mars 1823 à Targowa Górka, est un capitaine, puis général de division qui a participé à l'Insurrection de Kościuszko et aux guerres napoléoniennes.

## Biographie
Antoine Kosiński est le fils de Józef Kosiński et Regina Korsak; il est surnommé Amilcar.
Il fait la guerre sous Kościuszko; il est ensuite naturalisé Français, et obtient le grade de capitaine quartier-maître.
Il prend part aux célèbres batailles de Lodi, Brescia, d'Arcole...
Il coopère ensuite à la fondation des Légions de Dombrowski, dont il est le chef d'état-major.
En 1811, il prend le grade de général de division.  De juillet à décembre 1812, il est à la tête des troupes polonaises de réserve qui défendent le grand-duché et la ville de Varsovie .

## Distinction
- Croix de commandeur dans l'Ordre militaire de Virtuti Militari.

## Mariage et descendance
- avec Adelajda Keyserling
  - Władysław Kosiński
- avec Marianna Miładowska
  - Ludwika Kosińska
  - Józef Kosiński